# 홀리 윌러비
홀리 윌러비(Holly Willoughby, 1981년 2월 1일 ~ )는 잉글랜드의 사회자, 모델이다.